# Pseudalastor concolor
Pseudalastor concolor är en stekelart som först beskrevs av Henri Saussure 1853.  Pseudalastor concolor ingår i släktet Pseudalastor och familjen Eumenidae. Utöver nominatformen finns också underarten P. c. rapax.